# Annapolis (Misuri)
Annapolis es una ciudad ubicada en el condado de Iron en el estado estadounidense de Misuri. En el censo de 2010 tenía una población de 345 habitantes y una densidad poblacional de 359,04 personas por km².

## Geografía
Annapolis se encuentra ubicada en las coordenadas 37°21′40″N 90°41′55″O / 37.36111, -90.69861. Según la Oficina del Censo de los Estados Unidos, Annapolis tiene una superficie total de 0.96 km², de la cual 0.93 km² corresponden a tierra firme y (3.23%) 0.03 km² es agua.

## Demografía
Según el censo de 2010, había 345 personas residiendo en Annapolis. La densidad de población era de 359,04 hab./km². De los 345 habitantes, Annapolis estaba compuesto por el 99.13% blancos, el 0% eran afroamericanos, el 0.29% eran amerindios, el 0% eran asiáticos, el 0% eran isleños del Pacífico, el 0.29% eran de otras razas y el 0.29% pertenecían a dos o más razas. Del total de la población el 0.87% eran hispanos o latinos de cualquier raza.